# Sine qua non
Conditio sine qua non o condición sine qua non es una locución latina originalmente utilizada como término legal para decir «condición sin la cual no». Se refiere a una acción, condición o ingrediente necesario y esencial —de carácter más bien obligatorio— para que algo sea posible y funcione correctamente.
En tiempos recientes ha pasado de un uso meramente legal a un uso más general en muchos idiomas, incluso inglés, alemán, francés, italiano, etc. En latín tardío, que es como se acuñó la locución, la fórmula emplea conditio, pero actualmente la frase se encuentra a veces con la palabra condicio, que es la forma del latín clásico (en latín clásico, conditio solo tenía el sentido de «fundación»); en castellano normalmente se utiliza esta locución con dicha palabra ya traducida como condición. La frase se utiliza también en economía, filosofía y medicina.
En derecho penal esta expresión se utiliza para hacer referencia a la relación de causalidad establecida entre una acción y el resultado final.

## Ejemplos
«El pasaporte es un requerimiento sine qua non para viajar a ese país» (no se puede viajar sin pasaporte).
«Es una condición sine qua non ser mayor de edad para participar» (no pueden participar menores).